# Maria Callas
Maria Callas (grčki: Μαρία Κάλλας; New York, 2. prosinca 1923. – Pariz, 16. rujna 1977.), operna pjevačica grčkoga podrijetla.

## Životopis
Studirala je na konzervatoriju u Ateni i ondje debitirala 1938. godine sa samo petnaest godina. Kao sopran proslavila se kreacijama glavnih uloga u Verdijevim, Donizzettijevim i Puccinijevim operama. Glasom neobičnog opsega i volumena, te izvanrednom vokalnom tehnikom i sposobnošću da se uživi u različite dramske likove i vokalne stilove, ostvarila je mnoštvo jedinstvenih kreacija i potaknula obnovu mnogih zaboravljenih opera. 
Znamenita primadona druge polovice 20. stoljeća prvi put je snimala još 1949. godine. Snimke arija iz Bellinijeve „Norme” i „Puritanca” i Wagnerove opere „Tristan i Izolda” najavile su svjetsku zvijezdu, premda je njezina atenska karijera bila stara već deset godina. U tim se godinama dospjela proslaviti i s Beethovenovim „Fideliom” i Puccinijevom „Suor Angelica” („Sestra Angelika”), pa i ulogama u njemačkoj operi i opereti za ratne okupacije Grčke. 
Mariu Callas su i obožavali i osporavali, a niti jedan njezin javni ili privatni potez nije prošao neprimjećen. Poznata je po svom citatu: „Prvo ću izgubiti težinu, onda ću izgubiti glas, a onda ću izgubiti Onassisa”.
Posmrtno je nagrađena nagradom Grammy.

## Vanjske poveznice

### Sestrinski projekti
|  | Zajednički poslužitelj ima još gradiva o temi Maria Callas |

### Mrežna sjedišta
- Službene mrežne stranice (engl.) (tal.) (fr.) (njem.) (šp.) (jap.)
- Službena stranica  Arhivirana inačica izvorne stranice od 5. svibnja 2006. (Wayback Machine) (tal.) (engl.)
- Soprano Central! – Maria Callas (životopis, fotografije, diskografija) (engl.)
- EMI Classics – Maria Callas (životopis, fotografije, diskografija)  Arhivirana inačica izvorne stranice od 29. siječnja 2013. (Wayback Machine) (engl.)
- IMDb – Maria Callas (engl.)